# Rudy Kousbroek (ondernemer)
Rudy Kousbroek (Rotterdam, 9 december 1943 – 30 oktober 2022) was van ongeveer 1970 tot eind 2005 een exploitant van raamprostitutie in het Spijkerkwartier in Arnhem. Het Spijkerkwartier was jarenlang de rosse buurt van Arnhem en een van de bekendste in Nederland.
In die rosse buurt was Rudy meestal te vinden in zijn buurtwinkel. 
Tevens verhuurde hij zijn panden aan studenten en gezinnen. Bovendien was hij galeriehouder. 
In de zomer van 2002 kwam de Arnhemse amateurvoetbalvereniging Arnhemse Boys financieel in zwaar weer. Kousbroek besloot toen om de club financieel uit de brand te helpen. Ook besteedde Kousbroek als drijvende kracht veel tijd en geld aan De Arnhemse Krachtsportvereniging Sandow.
In augustus 2002 lanceerde hij een voorstel om een voormalige bedrijfshal van het bedrijf Billiton in te zetten als sekshal, vanwege een voorgenomen gemeentebesluit tot afschaffing van de raamprostitutie. Bewoners van het Spijkerkwartier waren al vanaf begin jaren negentig ontevreden over de door hen ondervonden overlast van de raamprostitutie. De gemeenteraad van Arnhem besloot in 1998 dat een van Nederlands bekendste rosse buurten moest sluiten. Op 4 januari 2006 werd dat besluit daadwerkelijk van kracht. 
Kousbroek werd 78 jaar en werd begraven bij zijn moeder en dochter in zijn geboorteplaats Rotterdam.